# Eugoa conflua
Eugoa conflua är en fjärilsart som beskrevs av George Thomas Bethune-Baker 1904. Eugoa conflua ingår i släktet Eugoa och familjen björnspinnare. Inga underarter finns listade i Catalogue of Life.